# Ciawi Asih
Ciawi Asih is een bestuurslaag in het regentschap Cirebon van de provincie West-Java, Indonesië. Ciawi Asih telt 4477 inwoners (volkstelling 2010).